# Gertruda Orlacz
Gertruda Orlacz z domu Ciupa (ur. 2 czerwca 1934 w Nowym Aleksandrowie, zm. 15 listopada 2008 w Białymstoku) – polska polityk, posłanka na Sejm PRL IX kadencji.

## Życiorys
Od 1953 pracowała jako nauczycielka w szkole podstawowej w Czarnej Wielkiej, potem była kierownikiem szkoły podstawowej w Chrobałach. W 1959 oddelegowano ją do etatowej pracy w Zarządzie Wojewódzkim Związku Młodzieży Wiejskiej w Białymstoku, którego była wiceprzewodniczącą. Od 1966 do 1972 pełniła funkcję sekretarza Zarządu Okręgowego Związku Nauczycielstwa Polskiego. W 1972 była sekretarzem Miejskiego Komitetu Zjednoczonego Stronnictwa Ludowego w Białymstoku. W latach 1975–1979 była kierownikiem Wydziału Pracy Ideowo-Wychowawczej Wojewódzkiego Komitetu ZSL. Od 1978 do 1990 była dyrektorem Domu Dziecka na I i II w Białymstoku. Zasiadała w Radach Narodowych różnych szczebli. W latach 1985–1989 pełniła mandat posłanki na Sejm PRL IX kadencji w okręgu Białystok, zasiadając w Komisji Polityki Społecznej, Zdrowia i Kultury Fizycznej. Działała w Patriotycznym Ruchu Odrodzenia Narodowego.
Miała męża Jerzego.